# Partido Socialista Obrero de Alemania
El Partido Socialista Obrero de Alemania (Sozialistische Arbeiterpartei Deutschlands, SAP o SAPD) fue un partido político del Imperio alemán fundado en 1875 en el Congreso de Gotha, en el que se fusionaron la lassalleana Asociación General de Trabajadores de Alemania (ADAV), un partido de ideología socialdemócrata, y el Partido Socialdemócrata Obrero de Alemania (SDAP), un partido marxista. En 1890 el Partido Socialista Obrero de Alemania adoptó el nombre de Partido Socialdemócrata Alemán (Sozialdemokratische Partei Deutschlands o SPD), que sigue existiendo en la actualidad.

## Historia
La guerra franco-prusiana (1870-1871) y la constitución del nuevo Imperio alemán que le siguió alejaron definitivamente a las dos organizaciones socialistas, ADAV y SDAP, del Estado nacional alemán, posibilitando su acercamiento. El detonante fue la decisión del Gobierno de Prusia de continuar la guerra contra la República que se había proclamado en Francia tras la derrota de Napoleón III en la batalla de Sedán, lo que fue denunciado tanto por la ADAV como el SDAP, así como la anexión de Alsacia y Lorena. Asimismo el impacto de la Comuna de París contribuyó decisivamente en el proceso de sustitución del sentimiento de solidaridad nacional por el de solidaridad de clase que experimentaron los dos partidos socialistas alemanes. «Aunque París terminara sucumbiendo, estoy seguro de que el combate del que esta ciudad es avanzadilla se extenderá a toda Europa, y que antes de algunos decenios el grito de combate del proletariado parisiense, "Guerra a los palacios, paz a las chozas, muerte a los ociosos", se convertirá en el criterio de todo el proletariado europeo», dijo en el Reichstag el líder del SDAP August Bebel. Por todo ello los socialdemócratas fueron considerados apátridas y enemigos del Reich, vaterlandslos und Reichsfeind, y Bebel y el otro líder del SDAP, Wilhelm Liebknecht, fueron condenados a dos años de prisión.
Las negociaciones para la fusión comenzaron en febrero de 1875 en la localidad de Gotha, llegándose a acordar un texto de compromiso entre las concepciones marxistas y las lassalleanas. Karl Marx y Friedrich Engels, a los que no se les dejó intervenir en las conversaciones, manifestaron su rechazo al documento —«ni Marx ni yo podríamos adherirnos jamás a un nuevo partido edificado sobre semejante base», escribió Engels a Bebel—, pero esto no impidió que se celebrara, también en Gotha, el Congreso fundacional del nuevo partido obrero unificado que se llamó Partido Socialista Obrero de Alemania (Sozialistische Arbeiterpartei Deutschlands, SAPD)— . En la sesión del 27 de mayo de 1875 los 71 delegados lassalleanos y los 56 esenachianos aprobaron por unanimidad el documento acordado sin introducir cambios importantes. Sería conocido como el Programa de Gotha.
Una vez aprobado Marx y Engels no iniciaron ninguna campaña en contra del Programa de Gotha porque como explicó Engels en una carta con fecha del 11 de octubre enviada al presidente del nuevo partido, Bracke, «por fortuna, el programa ha sido juzgado más favorablemente de lo que se merecía. Obreros, burgueses y pequeñoburgueses leen en él lo que desean encontrar, no lo que efectivamente pone… Esto nos permite callarnos».
Según Jacques Droz, el nuevo partido socialdemócrata no fue exactamente un partido marxista, sino «un partido democrático y social, que sólo se parecía remotamente a los proyectos que Marx tenía para Alemania». Según el testimonio de Eduard Bernstein, el socialismo de Wilhelm Liebknecht, uno de sus dos líderes, «no había penetrado en la esencia del marxismo más que una manera superficial».

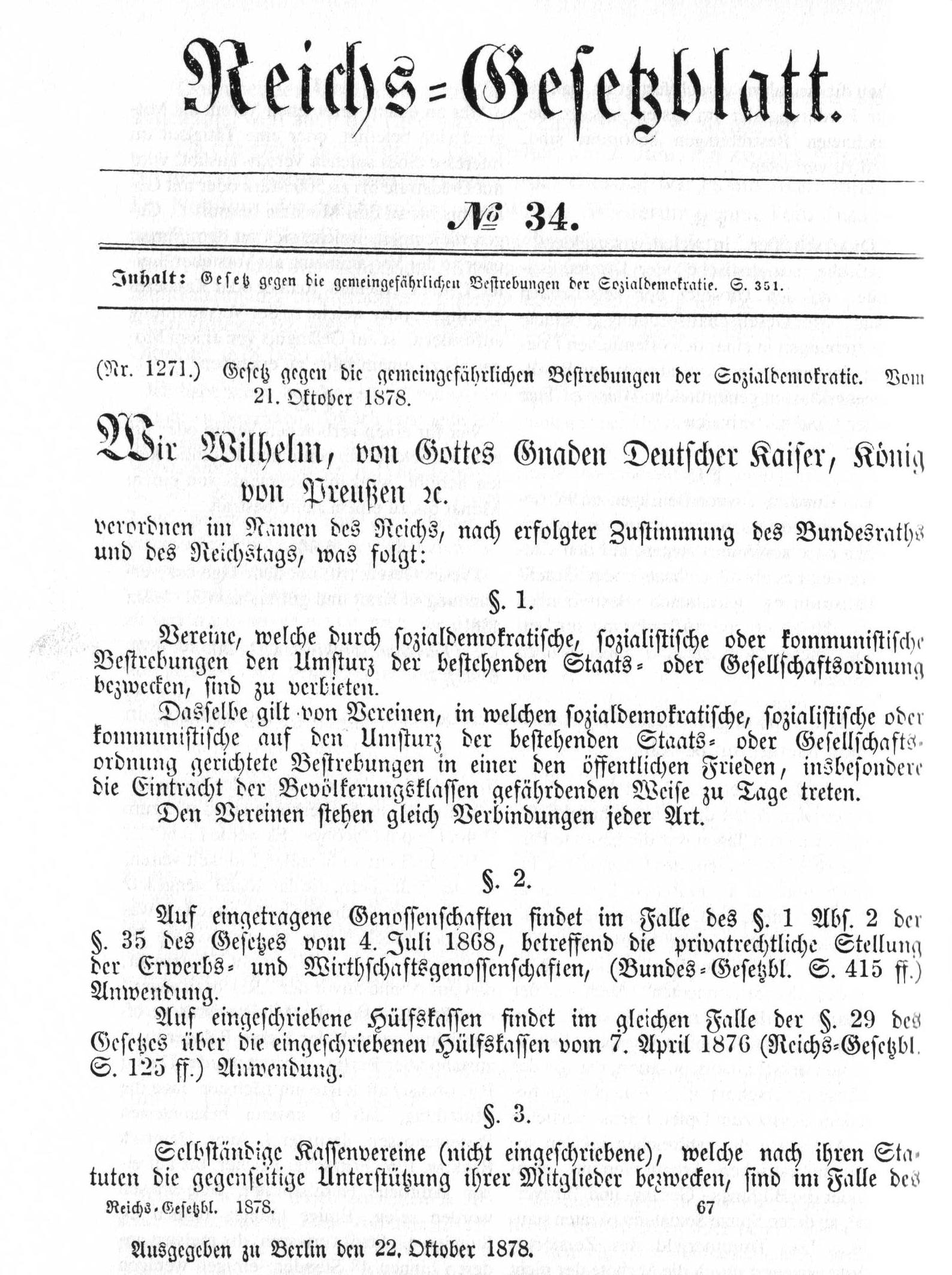
Reichsgesetzblatt de 1878 con el anuncio de la Ley antisocialista

En 1878, tras los dos atentados fallidos que sufrió el káiser Guillermo I, de los que se acusó sin ninguna prueba a los socialdemócratas del SADP, el Reichstag aprobó a propuesta del canciller Otto von Bismarck una ley antisocialista que restringía enormemente las actividades del partido. La ley fue renovada en varias ocasiones hasta 1890. Fue entonces cuando el SDAP pudo reiniciar sus actividades con normalidad, cambiando su nombre el mismo año por el de Partido Socialdemócrata de Alemania (SPD). En el Congreso de Erfurt se aprobó el nuevo programa decididamente marxista del que desaparecieron las concepciones lassalleanas (el Programa de Erfurt, que sustituyó al Programa de Gotha).